# Calatañazor
Calatañazor település Spanyolországban, Soria tartományban. Calatañazor Blacos, Cabrejas del Pinar, Abejar, Villaciervos, Golmayo és Rioseco de Soria községekkel határos. Lakosainak száma 43 fő (2024).

## Népesség
A település népessége az elmúlt években az alábbi módon változott:
| Lakosok száma | 70   | 61   | 63   | 70   | 66   | 54   | 51   | 51   | 47   | 43   |
|               | 2001 | 2004 | 2007 | 2009 | 2012 | 2014 | 2017 | 2019 | 2022 | 2024 |